# Philip Marlowe (serie televisiva)
Philip Marlowe  è una serie televisiva statunitense in 26 episodi trasmessi per la prima volta nel corso di una sola stagione dal 1959 al 1960.
La serie, inedita in Italia, è basata sul personaggio di Philip Marlowe, creato da Raymond Chandler, che ha originato anche diversi film. La serie ebbe un remake di 11 episodi nel 1983, Philip Marlowe, detective privato, interpretato da Powers Boothe.

## Personaggi
- Philip Marlowe (26 episodi, 1959-1960), interpretato da	Philip Carey.
- tenente Manny Harris (4 episodi, 1959-1960), interpretato da	William Schallert.
- Ralph Craig (2 episodi, 1960), interpretato da	Ed Kemmer.

## Produzione
La serie fu prodotta da Bilmar Productions e Mark Goodson-Bill Todman Productions e girata negli studios della Metro-Goldwyn-Mayer a Culver City in California. Tra gli sceneggiatori è accreditato Raymond Chandler (26 episodi, 1959-1960). Le musiche originali sono di Richard Markowitz.

### Registi
Tra i registi della serie sono accreditati:
- Robert Ellis Miller (1 episodio, 1959)
- Paul Stewart (1 episodio, 1960)

## Distribuzione
La serie fu trasmessa negli Stati Uniti dal 1959 al 1960 sulla rete televisiva ABC.

## Episodi
| Stagione       | Episodi | Prima TV USA |
| -------------- | ------- | ------------ |
| Prima stagione | 26      | 1959-1960    |